# Campeonato Asiático de Atletismo de 2023 - 100 m com barreiras feminino
A prova dos 100 metros com barreiras feminino do Campeonato Asiático de Atletismo de 2023 foi disputada no dia 13 de julho de 2023, no Estádio Nacional, em Banguecoque, na Tailândia.

## Recordes
Antes desta competição, os recordes mundiais e do campeonato nesta prova eram os seguintes:
|                       | Nome            | Nacionalidade | Tempo  | Local   | Data                |
| --------------------- | --------------- | ------------- | ------ | ------- | ------------------- |
| Recorde mundial       | Tobi Amusan     | Nigéria       | 12s 12 | Eugene  | 24 de julho de 2022 |
| Recorde do campeonato | Su Yiping       | China         | 12s 99 | Jacarta | 2000                |
| Recorde asiático      | Olga Shishigina | Cazaquistão   | 12s 44 | Lucerna | 27 de junho de 1995 |

Os seguintes recordes foram estabelecidos durante esta competição:
| Data        | Evento  | Atleta         | Nacionalidade | Tempo  | Notas                 |
| ----------- | ------- | -------------- | ------------- | ------ | --------------------- |
| 13 de julho | Bateria | Jyothi Yarraji | Japão         | 12s 98 | Recorde do campeonato |

## Medalhistas
| Ouro                 | Prata              | Bronze            |
| Jyothi Yarraji (IND) | Asuka Terada (JPN) | Masumi Aoki (JPN) |

## Cronograma
Todos os horários são locais (UTC+7)
| Data        | Hora  | Evento  |
| ----------- | ----- | ------- |
| 13 de julho | 09:50 | Bateria |
| 13 de julho | 17:50 | Final   |

## Resultados

### Bateria
Qualificação: 3 atletas de cada bateria  (Q) mais os  2 melhores qualificados (q).
Vento:
 Bateria 1: +0.8 m/s, Bateria 2: 0.0 m/s
| Posição | Bateria | Atleta            | Nacionalidade | Tempo | Notas |
| ------- | ------- | ----------------- | ------------- | ----- | ----- |
| 1       | 1       | Jyothi Yarraji    | Índia         | 12.98 | , Q   |
| 2       | 1       | Masumi Aoki       | Japão         | 13.12 | Q     |
| 3       | 2       | Asuka Terada      | Japão         | 13.14 | Q     |
| 4       | 2       | Wu Yanni          | China         | 13.18 | Q     |
| 5       | 1       | Lui Lai Yiu       | Hong Kong     | 13.33 | Q     |
| 6       | 1       | Huỳnh Thị Mỹ Tiên | Vietname      | 13.46 | q,    |
| 7       | 2       | Nithya Ramraj     | Índia         | 13.53 | Q     |
| 8       | 2       | Chang Po-ya       | Taipé Chinesa | 13.61 | q     |
| 9       | 2       | Nguyễn Bùi Thị    | Vietname      | 13.65 |       |
| 10      | 1       | Dina Aulia        | Indonésia     | 13.68 |       |
| 11      | 1       | Lin Shih-ting     | Taipé Chinesa | 13.80 |       |
| 12      | 2       | Jo Eun-ju         | Coreia do Sul | 13.84 |       |
| 13      | 1       | Lydiya Podsepkina | Uzbequistão   | 13.93 |       |
| 14      | 2       | Yuliya Bashmanova | Cazaquistão   | 14.17 |       |
| 98      | 2       | Shing Cho Yan     | Hong Kong     | DNF   |       |
| 99      | 1       | Lin Yuwei         | China         | DNS   |       |

### Final
A final ocorreu no dia 13 de julho às 17:50.
Vento:  -0.1 m/s
| Posição           | Raia | Atleta            | Nacionalidade | Tempo | Notas |
| ----------------- | ---- | ----------------- | ------------- | ----- | ----- |
| Medalha de ouro   | 5    | Jyothi Yarraji    | Índia         | 13.09 |       |
| Medalha de prata  | 3    | Asuka Terada      | Japão         | 13.13 |       |
| Medalha de bronze | 6    | Masumi Aoki       | Japão         | 13.26 |       |
| 4                 | 7    | Nithya Ramraj     | Índia         | 13.55 |       |
| 5                 | 2    | Huỳnh Thị Mỹ Tiên | Vietname      | 13.65 |       |
| 6                 | 8    | Lui Lai Yiu       | Hong Kong     | 13.65 |       |
| 7                 | 1    | Chang Po-ya       | Taipé Chinesa | 13.68 |       |
| 8                 | 4    | Wu Yanni          | China         | DSQ   |       |

Legenda
| Recorde mundial       | Recorde mundial (World record)               |                       | Recorde africano                      | Recorde africano (African) |                                           | Q | Classificado por posição (Qualified) |
| Recorde do campeonato | Recorde do campeonato (Championship record)  | Recorde da América    | Recorde da América (Americas)         | q                          | Classificado por melhor tempo (Qualified) |   |                                      |
| Melhor marca do ano   | Melhor marca do ano (World leading)          | Recorde asiático      | Recorde asiático (Asian)              | DNS                        | Não largou (Did not start)                |   |                                      |
| Recorde nacional      | Recorde nacional (National record)           | Recorde europeu       | Recorde europeu (European)            | DNF                        | Não terminou (Did not finish)             |   |                                      |
| Recorde pessoal       | Recorde pessoal do atleta (Personal best)    | Recorde da Oceania    | Recorde da Oceania (Oceania)          | DSQ / DQ                   | Desclassificado (Disqualified)            |   |                                      |
| Recorde da temporada  | Recorde da temporada do atleta (Season best) | Recorde sul-americano | Recorde sul-americano (South America) | NM                         | Sem marca (No mark)                       |   |                                      |